# 纺织路街道 (白银市)
纺织路街道，是中华人民共和国甘肃省白银市白银区下辖的一个乡镇级行政单位。

## 行政区划
纺织路街道下辖以下地区：
育才路社区、银西社区、狄家台社区、警苑社区、长安路社区、大井子村、黄茂井村和大坝滩村。